# 天津英租界选举人大会

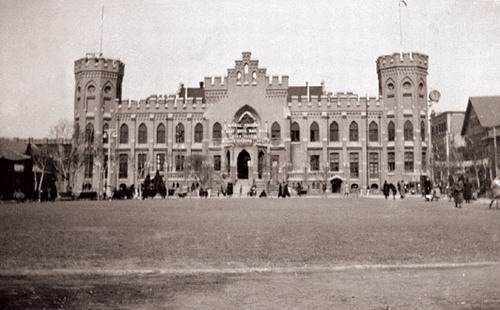
天津英租界选举人大会一般在戈登堂召开

天津英租界选举人大会，全称天津英国工部局所辖区域选举人年度大会（英語：Annual General Meeting of Electors of the British Municipal Area, Tientsin），最初为天津英租界租地人会议，随着租界人口的增长，非租地人的比例不断增加，1897年更名为天津英租界纳税人会议，1919年后定名天津英国工部局所辖区域选举人年度大会。天津英租界选举人大会是天津英租界的最高权力机关，拥有有立法权也兼有选举权和行政监督权，相当于天津英租界内的地方议会。
天津英租界选举人大会分为常年大会（Annual General Meeting）和特别大会（Other General Meeting）。天津英租界选举人大会常年大会每年召开推举产生董事组成天津英租界工部局董事会，董事会领导行政执行机构天津英租界工部局对英租界实施管理。

## 历史沿革
1860年，天津英租界划定之初，尚未开发，人烟稀少，在当时被看作是天津城郊外的荒地。当时在天津的英国侨民仅有十数名，都居住在天津老城一带，只是在英租界内租了一块土地。因此，在津的英国侨民以租地人的身份成为租界最早的市民，为了实施对租界的治理而组织了天津英租界租地人会议或租赁地人会议，是天津英租界选举人大会最早的雏形。随着天津英租界内人口的增长，特别是非租地人的比例不断增加，1897年后，租地人会议更改为纳税人会议。根据《驻津英国工部局1918年章程》，1919年纳税人会议再度改革为选举人大会。
1919年1月1日，天津英租界原订租借地、扩充界、南扩充界、推广界等各区域正式合并起至1941年，天津英租界选举人会议每年3、4月的中上旬召开常年大会，共计23次。

## 职权
天津英租界选举人大会是天津英租界的最高权力机关，拥有有立法权也兼有选举权和行政监督权，相当于天津英租界内的地方议会。天津英租界选举人大会常年大会每年召开推举产生董事组成天津英租界工部局董事会，董事会领导行政执行机构天津英租界工部局对英租界实施管理。
根据《驻津英国工部局1928年修订章程》，选举人常年大会的权限是审核通过财政收支决算和预算；选举董事会董事、稽核员和估价委员；制定管理租界的章程并根据实际需要进行修正；规定各种捐税的税率，根据实际需要增加税额或减免税额；决定水、电、交通、邮电等公用事业的设置以及经营、管理的方式；有权以工部局的产业或收入作抵押担保品来发行债券，用于建立或资助有利公众的医院、菜市场、体育设施、公园、图书馆等；因市政需要购置土地；将部分权限委托给董事会。

### 常年大会
天津英租界选举人大会的常年大会通常有以下议题：
- 议题一：通过上年工部局董事会报告，内含各部门年度报告，以及截止于12月31日的账目报告。
- 议题二：讨论下一年度的财政预算及主要支出项目，确定捐税缴付时间。
- 议题三：投票产生工部局董事，组成新一届工部局董事会，任期一年。
- 议题四：委派2至3名估价委员，任期一年。估价委员的职能主要有两点，一是估计地价及房产租值，二是决定捐率[5]。
- 其他议题。

### 特别大会

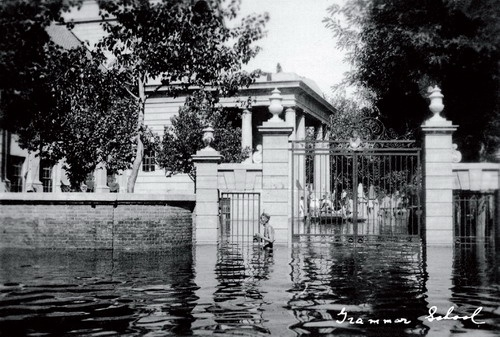
1939年，天津英租界遭受水灾，天津英国文法学校被淹，当年召开特别大会商讨解决办法

天津英租界选举人大会的特别大会召开的目的一般是应对突发问题或解决英租界市政管理中的资金问题，采取的措施有发行债券、增加原有捐税税率或开征新税种等。虽然，每年三四月份例行召开的选举人常年大会都会审议财政预算案，但当遇到特殊情况时仍需召开临时性的特别大会以应对。例如，1939年天津水灾严重波及天津英租界内的正常运作，救灾及灾后重建工作需要的资金超出常年大会的预算案，英租界召集选举人特别大会讨论解决办法。因此，召开特别大会对于英租界内的应急管理及维持租界管理正常运转有重要意义。

## 议事规则

### 选举人资格
根据1866年版《天津英租界土地章程》，天津英租界内的租地人只要达到最低租地标准即享有选举权，且任何合格选举人都只享有1票权。
根据《驻津英国工部局1918年章程》的规定，对于租界内非华籍纳税人，凡租界内土地主每年纳地亩捐达20两者，可拥有1票选举权，80两者拥有2票，240两者拥有3票，480两者拥有4票，即为最高票数；占有房产者每年估定租价达480两者拥有1票选举权，3000两者拥有2票，10000两者拥有3票，即为最高票数；对于租界内华籍纳税人的选举人资格的规定是华人土地主年纳地亩捐在240两以上或房产主年租值至少3000两者，才有表决权。

### 选民登记及公示
选举人制度及登记是1860年代天津英租界划定之初即规定并施行的一项制度，但在不同时期对于选民登记及公示的具体操作规则有所不同。1863年10月27日，驻天津英国代理领事约翰·吉布逊（John Gibson）签署制定颁布了《天津埠地方章程》（Local Regulations for Tientsin）。由于有完善的土地登记制度做保障，原订租界工部局早期以租地人所承租的地亩数为标准确定选举人资格，实现了对天津英租界辖区内选举人的登记。根据1866年版《天津英租界土地章程》，天津英租界内的租地人只要达到最低租地标准无需专门登记即自动完成选民登记，享有选举权。
1874年，《天津英租界土地章程》修订，加入相关选民登记条款“天津租地人大会投票权暂行规定”七项，其中特别指出，“未经存案之租地人欲取得投票权，须于租地人大会召开至少七日前登记存案，否则不享有投票权”。
1928年《天津英租界土地章程》修正章程第10条规定，天津英租界选举人常年大会的选举人（占用房产人）须在大会召开前至少14日向天津英租界工部局董事会秘书长提出书面申请，由秘书长审核申请人资格并确定所得投票权数后登记在册。会议召开前7日，秘书长将全部选举人名单及票权统计表（包括提交申请的占用房产人和土地簿记录在册的地亩业主)送至《大公报》等天津本埠重要报纸刊登。从1929年起，天津英租界历次常年大会召开之前均例行选举人登记，相关程序及登记结果会以通告的形式连日刊载于《大公报》的显著位置。同时，章程规定，英国驻津总领为常年大会的法定召集人，因此，大会召开前两到三周之间，领事也会发布会期预告。

### 决策程序

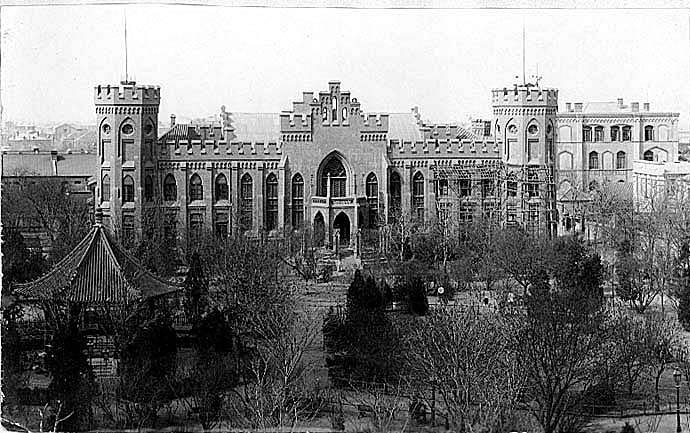
1899-1905年戈登堂

天津英租界选举人大会由英国驻津总领事召集并担任主席，但其通常没有投票表决权也极少干预具体行政工作，仅当赞成与否决两方票数相等时做最后表决。
英租界选举人大会，无论是常年大会或特别会议，均由英国总领事召集，并有权对会议内容作出最后裁决，对大会决议之事项，不仅可以在会上口头否认，也可以于会后7日内以书面声明予以否决。

### 会场

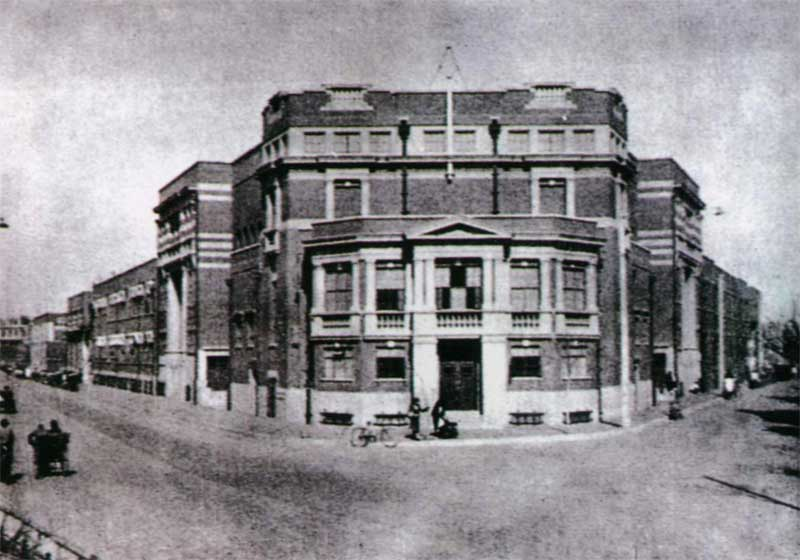
1936年4月26日，常年大会第三次会议在耀华中学举行

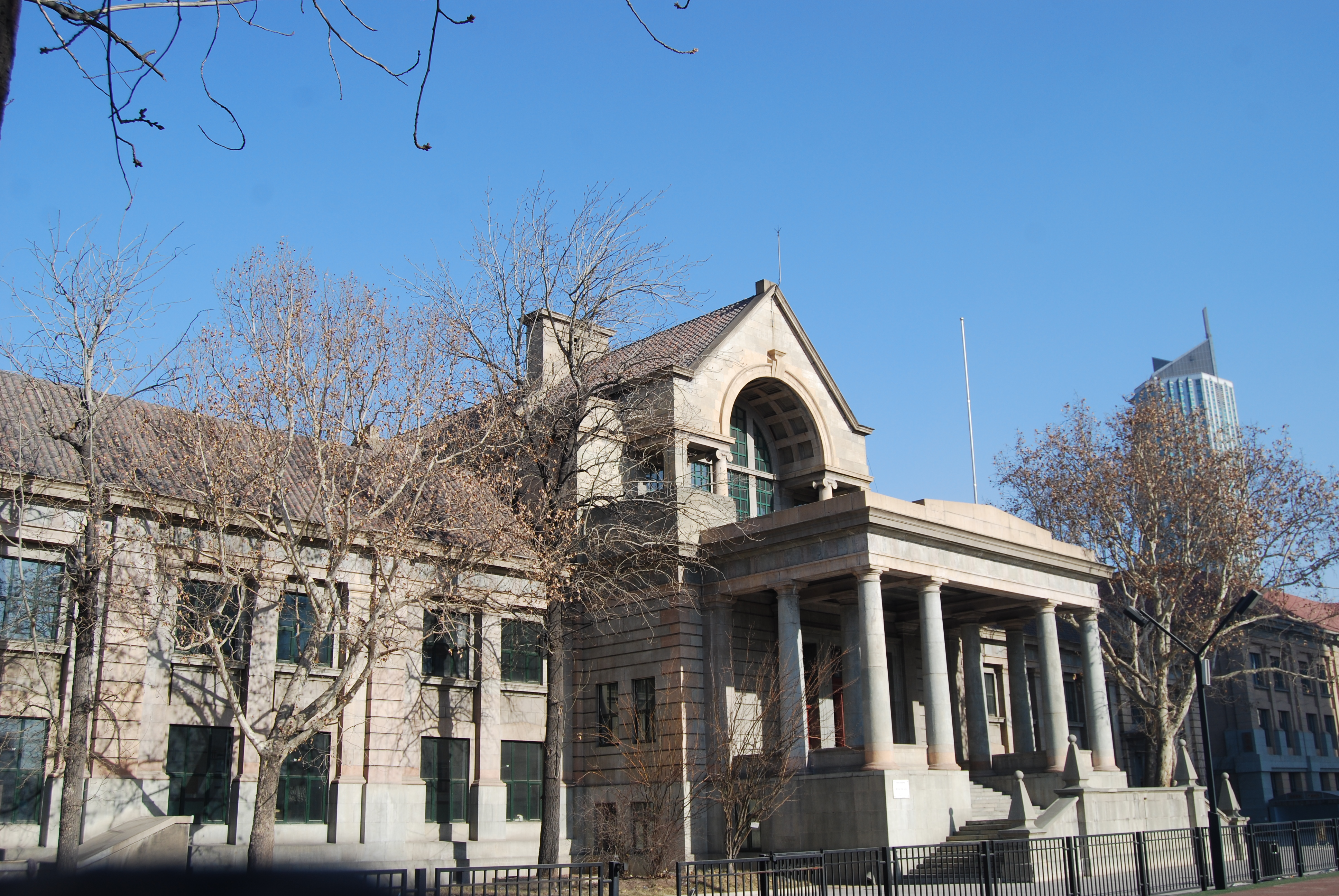
曾经举办选举人大会天津英国文法学校校舍现状

1937年以前，天津英租界选举人大会一般在英租界工部局戈登堂内召开，1938年以后，选举人大会开始在天津英国文法学校举行。1936年，耀华学校礼堂落成以后，部分会议曾在该礼堂召开。

## 部分会议统计
从1919年1月1日，天津英租界各区域正式合并开始，至1941年，天津英租界选举人每年4月中上旬召开一次常年大会，共计23次。
| 时间           | 届次           | 举办地点         | 出席人数 |
| -------------- | -------------- | ---------------- | -------- |
| 1927年3月30日  | 第9次常年大会  | 戈登堂           | 未记载   |
| 1927年5月11日  | 特别大会       | 戈登堂           | 102      |
| 1928年4月11日  | 第10次常年大会 | 戈登堂           | 未记载   |
| 1929年4月17日  | 第11次常年大会 | 戈登堂           | 未记载   |
| 1930年4月16日  | 第12次常年大会 | 戈登堂           | 165      |
| 1931年4月15日  | 第13次常年大会 | 戈登堂           | 未记载   |
| 1932年4月20日  | 第14次常年大会 | 戈登堂           | 143      |
| 1933年4月12日  | 第15次常年大会 | 戈登堂           | 111      |
| 1934年4月11日  | 第16次常年大会 | 戈登堂           | 110      |
| 1935年4月10日  | 第17次常年大会 | 戈登堂           | 99       |
| 1936年4月15日  | 第18次常年大会 | 戈登堂、耀华中学 | 215      |
| 1936年12月9日  | 特别大会       | 戈登堂           | 79       |
| 1937年4月7日   | 第19次常年大会 | 戈登堂           | 153      |
| 1938年4月6日   | 第20次常年大会 | 天津英国文法学校 | 未记载   |
| 1938年12月2日  | 特别大会       | 天津英国文法学校 | 108      |
| 1939年4月21日  | 第21次常年大会 | 天津英国文法学校 | 179      |
| 1939年10月27日 | 特别大会       | 天津英国文法学校 | 77       |
| 1939年12月12日 | 特别大会       | 天津英国文法学校 | 71       |
| 1940年4月17日  | 第22次常年大会 | 天津英国文法学校 | 194      |
| 1940年8月14日  | 特别大会       | 天津英国文法学校 | 未记载   |
| 1940年12月18日 | 特别大会       | 天津英国文法学校 | 未记载   |
| 1941年4月16日  | 第23次常年大会 | 天津英国文法学校 | 未记载   |

## 相关著作
- 天津市档案馆. . 天津: 天津人民出版社. 2022. ISBN 9787201121420.
- 天津市档案馆. . 天津: 天津古籍出版社. 2013. ISBN 9787552800678.
- 天津市档案馆，南开大学分校档案系. . 天津: 天津人民出版社. 1992-04. ISBN 7201005448.